# Taro Daniel
Taro Daniel (ダニエル 太郎) (Nova Iorque, 27 de Janeiro de 1993) é um tenista japonês, mas nascido nos Estados Unidos, destro, e compete principalmente na ATP Challenger Tour, tanto em simples e duplas.

## Finais

### Challengers e Futures

#### Simples: 10 (5–5)
| Legenda           |
| ----------------- |
| Challengers (5–5) |

| Resultado | No. | Data                   | Torneio                 | Piso     | Oponente             | Placar        |
| --------- | --- | ---------------------- | ----------------------- | -------- | -------------------- | ------------- |
| Finalista | 1.  | 28 de Outubro de 2013  | Yeongwol, Coreia do Sul | Duro     | Bradley Klahn        | 6-7(5-7), 2-6 |
| Finalista | 2.  | 8 de Setembro de 2014  | Sevilla, Espanha        | Duro     | Pablo Carreno Busta  | 4-6, 1-6      |
| Campeão   | 1.  | 20 April 2015          | Vercelly, Itália        | Saibro   | Filippo Volandri     | 6–3, 1–6, 6–4 |
| Campeão   | 2.  | 1 de Junho de 2015     | Fürth, Alemanha         | Saibro   | Albert Montañés      | 6–3, 6–0      |
| Finalista | 3.  | 15 de Novembro de 2015 | Kobe, Japão             | Duro (c) | John Millman         | 1–6, 3-6      |
| Campeão   | 3.  | 22 de Novembro de 2015 | Yokohama, Japão         | Duro     | Go Soeda             | 4-6, 6-3, 6-3 |
| Campeão   | 4.  | 21 de Agosto de 2016   | Cordenons, Itália       | Saibro   | Daniel Gimeno-Traver | 6-3, 6-4      |
| Finalista | 4.  | 10 de Setembro de 2016 | Seville, Espanha (2)    | Saibro   | Casper Ruud          | 3–6, 4-6      |
| Finalista | 5.  | 29 de Janeiro de 2017  | Maui, EUA               | Duro     | Chung Hyeon          | 6–7(3–7), 1–6 |
| Campeão   | 5.  | 19 de Março de 2017    | Tigre, Argentina        | Duro     | Leonardo Mayer       | 5-7, 6-3, 6–4 |

#### Duplas: 1 (0–1)
| Legenda           |
| ----------------- |
| Challengers (0–1) |

| Resultado | No. | Data                   | Torneio           | Piso   | Parceiro             | Oponente                               | Placar   |
| --------- | --- | ---------------------- | ----------------- | ------ | -------------------- | -------------------------------------- | -------- |
| Finalista | 1.  | 16 de Setembro de 2013 | Kenitra, Marrocos | Saibro | Alexander Rumyantsev | Gerard Granollers Jordi Samper-Montana | 4–6, 4–6 |